# منتخب الدنمارك للريشة الطائرة
منتخب الدنمارك لتنس الريشة هو ممثل الدنمارك الرسمي في المنافسات الدولية في كرة الريشة .